# Фудбалски савез Колумбије
Фудбалски савез Колумбије (шп. Federación Colombiana de Fútbol), скраћено КОЛФУТБОЛ (COLFUTBOL), највиша је фудбалска организација Колумбије која се стара о организацији и развоју фудбалског спорта и о репрезентацији Колумбије.
Фудбалску лопту у Колумбију су донели британски морнари. Најстарији кулбови Индепенденте Медељин из Медељина 1914. и Америка де Кали из Калија (1927).
Фудбалски савез је основан 1924, члан ФИФА и КОНМЕБОЛ-а је од 1936. године.
Савез се налази у Боготи, а председник је Рамон Хесурун (2015.).
У организацији савеза игра се:
- Прва лига
- Друга лига
- Куп Колумбије од 2008.
- утакмице Фудбалске репрезентације у више категорија.

Национално првенство игра се од 1948. Први победник је био Индепенденте Санта Фе из Боготе. Најуспешнији клубови су Милионариос, из Боготе (13 титула), Америка де Кали из Калија, (12) Атлетико Национал из Медељина (10) и Депортиво Кали (8).
Такмичење за национални куп није постојало до 2008. када је одржано прво такмичење.
Прву међународну утакмицу Фудбалска репрезентација Колумбије је одиграла у Панама (град) са репрезентацијом Мексика 1938. коју је изгубила са 3:1.
Боја дресова је црвена и плава.
Колумбија је четири пута учествовала на завршним турнирима Светских првенстава, 1962, 1990, 1994, 1998. Тријумфовала је и у Купу Америке 2001. године.